# Ресник (Клина)
Ресник (алб. Resnik) је насеље у општини Клина, Косово и Метохија, Република Србија.

## Становништво
| Демографија | Демографија | Демографија |
| Година      | Становника  | Становника  |
| ----------- | ----------- | ----------- |
| 1948.       | 210         |             |
| 1953.       | 228         |             |
| 1961.       | 272         |             |
| 1971.       | 337         |             |
| 1981.       | 431         |             |
| 1991.       | 511         |             |